# Perasia helveola
Perasia helveola är en fjärilsart som beskrevs av Herrich-Schäffer 1869. Perasia helveola ingår i släktet Perasia och familjen nattflyn. Inga underarter finns listade i Catalogue of Life.